# 高田久成
高田 久成（たかだ ひさなり、1920年1月19日 - 2007年10月7日）は、日本の実業家、馬主。台湾出身。
名馬テンポイント等の馬主として知られ、京都馬主協会の役員を務めた。元中外炉工業株式会社取締役。

## 経歴
- 1920年、台湾の新竹に生まれる。父親は台湾総督府に勤務していた。
- 1927年、父親の退職に伴い日本へ帰国。
- 1941年、彦根高等商業学校（現・滋賀大学経済学部）を卒業。彦根高商では漕艇部に所属。
- 1943年、大阪商科大学（現・大阪市立大学）を卒業し、天津の石炭関連企業に就職。
- 太平洋戦争終戦に伴い、1945年12月に帰国。
- 進駐軍の通訳や翻訳を経て、1948年中外炉工業に就職。専務取締役などを務める。
- 実業家時代は大阪府枚方市に在住していた。その当時の住所はテンポイントの墓にある刻印で確認できる。

## 馬主活動

高田の勝負服

日本中央競馬会（JRA）の馬主としても知られた。勝負服の柄は桃、黄銭形散、白袖で、冠名は特に用いなかった。
所有馬は大半が地元である関西の小川佐助、戸山為夫、鹿戸幸治、鹿戸明厩舎に所属していたが、プリテイキャストのように関東の石栗龍雄厩舎に所属した馬もいた。

## 主な所有馬

### 八大競走優勝馬
- テンポイント（1975年阪神3歳ステークス、1976年スプリングステークス、皐月賞2着、菊花賞2着、有馬記念2着、1977年天皇賞・春、京都記念、鳴尾記念、京都大賞典、有馬記念、宝塚記念2着）
- プリテイキャスト（1980年天皇賞・秋、ダイヤモンドステークス）

### 重賞競走優勝馬
- キングスポイント（1981年阪神障害ステークス・春、阪神障害ステークス・秋、1982年阪神障害ステークス・春、中山大障害・春、中山大障害・秋）
- グレートエコー（1982年京都大障害・秋、阪神障害ステークス・秋）
- マイシーズン（1999年グランシャリオカップ）

### その他の所有馬
- ラッキーキャスト（プリテイキャストの弟、フジヤマケンザンの父）
- ベストセーリング（1990年栗東ステークス、根岸ステークス3着）